# رعانانا
رعانانا (در عبری: רעננה) نام شهری در استان مرکزی اسرائیل است که جمعیت آن در سال ۲۰۰۶ ۷۲٬۸۰۰ نفر و مساحت آن ۱۴٬۷۸۷ کیلومتر مربع بوده‌است.
مرکز دانشگاه آزاد اسرائیل در شهر رعانانا واقع شده‌است.